# Route nationale 55
La route nationale 55 (RN 55 o N 55) è stata una strada nazionale francese che partiva da Metz e terminava a Sarrebourg. Oggi è declassata a D955.

## Percorso
Dalla N3 si dirigeva a sud-est: a Metz viene detta Avenue de Strasbourg. Toccava diversi piccoli comuni come Château-Salins ed attraversava il parco naturale regionale di Lorena: la Lorena è infatti la regione storica dove la strada corre. Incrociava poi la N4 ad Héming, ma proseguiva fino a Sarrebourg. Con la N4 si può poi giungere a Strasburgo.